# Przestrzeń konfiguracyjna
Przestrzeń konfiguracyjna – abstrakcyjna przestrzeń matematyczna, której punkty opisują wszystkie możliwe położenia poszczególnych cząstek układu w przestrzeni fizycznej, przy czym kolejne współrzędne punktów przestrzeni konfiguracyjnej oznaczają współrzędne położeń odpowiednio ponumerowanych cząstek układu. Aktualny stan położeń cząstek układu w danej chwili t jest reprezentowany przez punkt w przestrzeni konfiguracyjnej. Punkt ten kreśli trajektorię w przestrzeni konfiguracyjnej w miarę upływu czasu.  
Aby określić dynamikę układu, należy podać zależności współrzędnych od czasu. Danemu punktowi przestrzeni konfiguracyjnej można przypisać wektor prędkości - ma on tyle składowych, ile wynosi wymiar przestrzeni konfiguracyjnej.  
Jeżeli liczba cząstek układu zmaleje / wzrośnie, to trajektoria układu ma nieciągłość - przeskakuje do innej przestrzeni konfiguracyjnej o odpowiednio mniejszej / większej liczbie wymiarów i zaczyna się od punktu, odpowiadającego stanowi cząstek układu w chwili, gdy zmieniła się liczba jego cząstek.
Rozszerzeniem przestrzeni konfiguracyjnej jest przestrzeń fazowa (przestrzeń stanów), która ma dwukrotnie większy wymiar: oprócz osi współrzędnych opisujących położenia cząstek układu zawiera osie współrzędnych, pozwalające określić ich prędkości (lub pędy).

## Przestrzeń konfiguracyjna w mechanice klasycznej
W mechanice klasycznej stan układu w danej chwili jest najczęściej zadawany za pomocą współrzędnych kartezjańskich. Jeżeli układ składa się z n cząstek poruszających się w przestrzeni 3-wymiarowej, to wymiar przestrzeni konfiguracyjnej wynosi 3n.  
Jeżeli cząstki układu podlegają więzom, to wygodnie jest wprowadzić współrzędne uogólnione, których liczba będzie mniejsza niż 3n, np. równa f. W tym wypadku przestrzenią konfiguracyjną układu będzie rozmaitość f-wymiarowa, utworzona ze zbioru możliwych stanów układu, opisany za pomocą współrzędnych uogólnionych.

## Przestrzeń konfiguracyjna w mechanice kwantowej
W mechanice kwantowej stosuje się opis stanów układów przez opis statystyczny, zadając rozkłady prawdopodobieństw przyjmowania danych położeń przez układ cząstek. Często jednak dogodniej jest opisywać stany układów za pomocą prędkości lub pędów cząstek. Wtedy przestrzeń konfiguracyjną tworzą punkty, reprezentujące możliwe prędkości (lub pędy) poszczególnych cząstek układu kwantowego. Np. stan kwantowego gazu elektronowego opisuje się przy użyciu przestrzeni prędkości z wyróżnioną kulą Fermiego. 